# Terence Vancooten
Terence Owen Vancooten (Kingston upon Thames, 29 dicembre 1997) è un calciatore guyanese con cittadinanza britannica, difensore del Burton Albion e della nazionale guyanese.

## Carriera

### Club
Dopo aver giocato nelle giovanili di vari club londinesi (tra cui per un periodo nel 2014 anche in quelle dei professionisti del Brentford) nella stagione 2015-2016 ha giocato nella prima squadra dello Staines Town, con cui gioca 9 partite in Isthmian League (settima divisione inglese). Nell'estate del 2016 viene tesserato dal Reading, club di seconda divisione, con la cui squadra Under-23 trascorre la maggior parte della stagione 2016-2017 fatta eccezione per il mese di novembre del 2016, trascorso in prestito al Braintree Town, con cui gioca altre 5 partite in Isthmian League, e per gli ultimi due mesi di stagione, nei quali gioca 9 partite con il Basingstoke Town in Southern Football League (settima divisione). Nell'estate del 2017, lasciato libero dal Reading, va a giocare in quarta divisione allo Stevenage.

### Nazionale
Ha partecipato alla CONCACAF Gold Cup 2019.